# Tout sur moi
Tout sur moi est une série télévisée québécoise en 68 épisodes de 26 minutes créée par Stéphane Bourguignon, réalisée par Stéphane Lapointe et diffusée entre le 18 septembre 2006 et le 7 décembre 2011 sur Radio-Canada. En France, la série est diffusée depuis le 4 mars 2008 sur TV5 Monde.

## Synopsis
Cette série raconte l’histoire de trois acteurs, amis dans la vie, mais qui ont surtout vécu quinze ans de tribulations comiques, de mésaventures absurdes et d’anecdotes juteuses. Inspirée de la personnalité de ces trois acteurs, mais aussi de leur vie, de leurs expériences amoureuses et professionnelles, tout en étant largement distancié à des fins dramatiques, Tout sur moi met en scène des personnages et des faits réels, retouchés, rabibochés et pervertis, laissant toute la place à l’humour et au ridicule. La plupart des personnages sont les comédiens eux-mêmes. L'action se déroule souvent dans le Village gai de Montréal.

## Distribution
Acteurs principaux
- Éric Bernier : Éric
- Macha Limonchik : Macha
- Valérie Blais : Valérie

Acteurs secondaires
- Robin Aubert
- Pierre Auger
- François Avard
- Christian Bégin
- Émilie Bibeau
- Emmanuel Bilodeau
- Stéphane Bourguignon
- Paul Buissonneau
- Sophie Cadieux
- France Castel
- Louis Champagne
- Suzanne Clément
- Normand Daneau
- Luis de Cespedes
- Yves Desgagnés
- Anne Dorval
- Fabien Dupuis
- Marie-Thérèse Fortin
- Émile Gaudreault
- Vincent Graton
- Macha Grenon
- Geneviève Guérard
- Paul Hébert
- Patrick Labbé
- Marc Labrèche
- Andrée Lachapelle
- Marie-France Lambert
- Pierre Lapointe
- Pierre Lebeau
- Claude Legault
- Didier Lucien
- François Létourneau
- Julie McClemens
- Monique Mercure
- Marc Messier
- Monique Miller
- Daniel Pinard
- Lorraine Pintal
- Serge Postigo
- Sébastien Ricard
- Michèle Richard
- Michel Rivard
- Michel Tremblay
- Yanic Truesdale
- Jean-Nicolas Verreault
- Serge Bonin

## Épisodes

### Première saison (2006)
1. Le don de soi : Valérie se rend avec Éric dans un village de Lanaudière pour un spectacle bénéfice pour enfants dans lequel elle joue un personnage d'écureuil. Les enfants se lancent sur elle et l'homosexualité d'Éric effraie un enfant[2].
2. Mon ami Serge : Macha rencontre par hasard Serge Postigo, un ami d'études théâtrales, qui veut renouer contact.
3. Le remake : Un producteur demande à Macha de jouer dans un remake de Rabbi Jacob.
4. Les biscuits
5. The Porn Mime
6. La première : Les trois amis vont à la première d'une pièce de théâtre au Théâtre d'Aujourd'hui. Valérie suit des cours d'auto-défense; elle a l'occasion de les mettre en pratique.
7. La mangeuse de soupe
8. L'enfant prodige
9. Le gorille : Éric rencontre un danseur érotique qui se dévêtit de son costume de gorille lors de l'anniversaire d'un coupe gai ami. Il fait appel à la chorégraphe Catherine Tardif pour l'aider à améliorer sa prestation.
10. L'arrivée d'Émilie Bibeau
11. Émilie Bibeau, la suite
12. Les psys
13. Éric and Friends

### Deuxième saison (2008)
1. Restant d'été : Macha est en couple avec un comptable qui a 10 ans de moins qu'elle. Dans son obsession pour lui démontrer qu'elle est très en forme, elle se livre à des activités sexuelles épicées qui amèneront l'amoureux à l'hôpital. Éric s'entiche d'un travailleur humanitaire au comportement étrange[3].
2. Ménage à trois : Un faux journaliste du magazine gai Fugues harcèle Éric pour devenir son amoureux. Macha prétend être mariée et enceinte de Normand Daneau afin de cesser d'être gronée par sa grand-mère[3].
3. J'ai coûté une oreille à Pierre Lapointe : Éric demande à Pierre Lapointe de l,aider à produire sun CD de chansons mais la maladresse d'Éric devient dangereuse[3].
4. L'infirmière cochonne
5. Paul Buissonneau, profession mentor
6. Janette des bois : Macha doit prononcer une allocution lors de l'anniversaire de naissance de Janette Bertrand. Celle-ci se perd sur le mont Royal et Macha organise une battue pour la retrouver[2].
7. Toutes des lesbiennes : Éric fréquente un cuisinier dont il découvre qu'il a un calepin d'aventures avec un grand nombre de personnalités connues. Valérie souhaite être porte-parole pour un groupe de lesbiennes et Pascale Montpetit passe pour la copine de Macha.
8. La veuve Clito
9. Fortune Cookie
10. Les pompiers de l'enfer
11. Fleurs de macadam
12. Claude et Émilie
13. Le bon, la brute et le truand

### Troisième saison (2009)
1. Le trio déménage (The Musical!)
2. Les gymnastes
3. La couverture mangeable
4. Bollywood P.Q.
5. Personnages en quête d'auteurs
6. La chasse à l'homme
7. Devine qui vient dîner
8. Port de déguisement
9. Montreal Murder Mystery
10. D'autres Pinardises : Macha est l'invitée à une émission de Daniel Pinard et à la suite de sa performance est appelée à le remplacer à l'émission. Au pénitencier, Éric est obligé de faire un strip-tease devant des prisonnières déchaînées mais une gardienne qui l'aide à s'enfuir est appelée en renfort pour restreindre la colère de Daniel Pinard[2].
11. Hallux Valgus
12. Vive la guenille!
13. Trois zoufs et un couffin
14. Webépisode tiré du concours Tout sur toi!

### Quatrième saison (2010)
1. Libérez-moi de Claude Legault : Macha doit prendre soin du bébé de Claude Legault et d'Émilie Bibeau[4].
2. Le chez-moi des artistes : Monique Miller squatte l'appartement d'Éric en raison d'une querelle avec Monique Mercure et tente de découvrir la jeune actrice qui l'a remplacée[4].
3. Entourage : Macha, qui doit passer une audition avec Johnny Depp,se crée un entourage bien particulier[4].
4. Addict!
5. Le retour de « La vie, la vie » : Julie McClemens contacte ses anciens camarades comédiens de la série La vie, la vie afin de réaliser une suite à la série[4].
6. Sushi, nô et acuponcture
7. Les entartées
8. Il était une fois dans le West Island
9. Rencontre du troisième type
10. Santé!
11. Richard Fréchette, artiste peintre
12. Le mariage
13. Le mariage (la suite)
14. Robin Aubert Love! Webépisode tiré du concours Tout sur nous!

### Cinquième saison (2011)
1. L'honnêteté
2. Le loft... de Valérie
3. Sonde ton cœur, Macha Limonchik
4. Sébastien Ricard fait du bruit
5. Éric au poteau
6. Ne brisez pas mon rêve
7. Bonne fête Éric!
8. Donner au suivant
9. Attention vulgaire
10. Coma
11. J'accuse
12. Passe un tour
13. Perdus
14. Le cadeau, webépisode final

## Prix et distinctions
- Gémeaux 2007 - Meilleur texte, comédie : Stéphane Bourguignon[1]
- Gémeaux 2009 - Meilleure actrice principale, comédie: Valérie Blais
- Gala Les Olivier 2011 - Meilleure série télé, comédie
- Gémeaux 2011 - Meilleur réalisateur, comédie : Stéphane Lapointe
- Gémeaux 2011 - Meilleur acteur principal masculin, comédie : Éric Bernier